# Dysmicoccus banksi
Dysmicoccus banksi är en insektsart som beskrevs av Williams 1985. Dysmicoccus banksi ingår i släktet Dysmicoccus och familjen ullsköldlöss. Inga underarter finns listade i Catalogue of Life.